# Crise bancaire de 1819
La crise bancaire de 1819 est un évènement de l'histoire économique des États-Unis déclenché par une période de fièvre spéculative sur l'activité des banques.

## Histoire
Aux États-Unis, la fin de la guerre de 1812 relance la croissance économique et les besoins de moyens de paiement, ainsi qu'une plus grande confiance dans les institutions financières. Le nombre total de banques, cotées ou pas, est passé de 88 en 1811 à 208 en 1815, et la masse des billets de banque émis de 2,3 millions de dollars à 4,6 millions sur la même période. La Pennsylvanie en accueille 41 pour le seul mois de mars 1814. Parallèlement, la guerre de 1812 fait augmenter 20-30 pour cent, en seulement deux ans, la moyenne des prix des produits de base et doubler le prix du coton.
La croissance du nombre de banques s'accélère encore dans les deux années suivantes, passant de 232 en 1816 à 338 en 1818, dont 40 en un an pour le seul Kentucky, ce qui a déclenché une inflation de papier-monnaie.
En Angleterre, l'Act for the Resumption of Cash Payments de 1819, annonce la reprise de la convertibilité-or, achevée en 1821, et s'appuie sur la plus grande disponibilité des métaux précieux.
Les courtiers, qui se réunissaient depuis 1792, ouvrent le New York Stock Exchange en 1817, sous la présidence de Nathan Prime. La nouvelle Bourse cote dix banques et 13 assurances, toutes locales. Dix ans après, ce sont 12 banques cotées et 19 compagnies d'assurances. Les banques d'affaires Alexander
Brown and Sons et Astor and Son utilisent des fortunes amassées dans d'autres domaines pour souscrire aux opérations en capital et disséminer les actions dans le public.
À partir de 1819, la Second Bank of the United States, fondée en 1816 avec un capital de 35 millions de dollars, met fin à la politique qui consistait à permettre aux succursales les plus conservatrices de l'est de financer les crédits des plus expansionnistes, à l'Ouest. Celle de Boston commence en mars 1819 et le mouvement devient général en août. 
Commencée sous la présidence de William Jones, cette politique est renforcée par son successeur Langdon Cheves. Le total des passifs de la Second Bank of the United States recule, passant de 22 millions de dollars à l'automne 1818 à 12 millions de dollars en janvier 1819, puis 10 millions de dollars en janvier 1820. C'est la défiance pour les billets de banque qui est à l'origine de la crise: leur volume passe de 10 millions de dollars début 1818 à 8,5 millions de dollars à l'automne 1818, puis 5 millions de dollars à l'été 1819 et 3,6 millions de dollars en janvier 1820.
La crise bancaire de 1819 a eu pour conséquence l'invention en 1825 à Boston du système Suffolk, chambre de compensation pour les billets de banque. Résultat de cette préoccupation d'assurer la sécurité de la monnaie-papier, la Second Bank of the United States nait en 1827 avec un capital de 35 millions de dollars. Il y a un problème ici. Le Second Bank ok United States ne peut être fondée en 1816 et en 1837
La crise bancaire de 1819 sera suivie deux décennies après par un événement similaire, la Panique de 1837, quand les partisans du président Andrew Jackson dénonceront l'introduction trop massive par les banques de papier-monnaie, créant d'après leur théorie un risque d'inflation, trop de billets n'étant selon eux pas couverts par une réserve équivalente en or.